# Hermosa (Dakota del Sur)
Hermosa es un pueblo ubicado en el condado de Custer en el estado estadounidense de Dakota del Sur. En el Censo de 2010 tenía una población de 398 habitantes y una densidad poblacional de 319,48 personas por km².

## Geografía
Hermosa se encuentra ubicado en las coordenadas 43°50′23″N 103°11′35″O / 43.83972, -103.19306. Según la Oficina del Censo de los Estados Unidos, Hermosa tiene una superficie total de 1,25 km², de la cual 1,25 km² corresponden a tierra firme y (0%) 0 km² son agua.

## Demografía
Según el censo de 2010, había 398 personas residiendo en Hermosa. La densidad de población era de 319,48 hab./km². De sus 398 habitantes, el 88,69 % eran blancos, el 0 % eran afroamericanos, el 3,77 % eran amerindios, el 1,01 % eran asiáticos, el 0.25 % eran isleños del Pacífico, el 0,5 % eran de otras razas y el 5,78 % pertenecían a dos o más razas. Del total de la población, el 5,28 % era hispana o latina de cualquier raza.